# Annelisa Justesen
Annelisa Justesen (* 18. Februar 1982 in Kopenhagen, Dänemark) ist eine ehemalige färöische Fußballspielerin.

## Verein
Justesen begann ihre Karriere bei KÍ Klaksvík. Die Abwehrspielerin gab ihr Debüt 1997 im Alter von 15 Jahren beim 10:1-Auswärtssieg gegen B68 Toftir in den Gruppenspielen des Pokals. In der Liga wurde sie am ersten Spieltag bei der 3:7-Auswärtsniederlage gegen HB Tórshavn in der 50. Minute für Jensa Sirdal eingewechselt. Direkt im ersten Jahr konnte sie gemeinsam mit Rannvá Biskopstø Andreasen, Malena Josephsen und Ragna Biskopstø Patawary die Meisterschaft feiern. Im Pokalfinale unterlag die Mannschaft B36 Tórshavn mit 1:5. Nach einer weiteren Niederlage im Pokalfinale 1999 mit 3:4 nach Verlängerung gegen HB Tórshavn gelang ein Jahr später das Double aus Meisterschaft und Pokal, welcher mit 2:0 gegen HB Tórshavn gewonnen wurde. Das erste Tor gelang ihr im Jahr darauf am vierten Spieltag der ersten Liga beim 7:0-Heimsieg gegen B71 Sandur, als sie den Endstand markierte. Bis 2005 folgten drei weitere Pokalsiege und fünf Meistertitel. Nach der Saison 2005 wechselte sie zum dänischen Verein IF Føroyar und blieb dort bis auf eine kurze Unterbrechung bis 2008, abschließend spielte sie für den dänischen Verein IF Skjold Birkerø.

## Europapokal
Im UEFA Women’s Cup kam Justesen 14 Mal für KÍ Klaksvík zum Einsatz, das erste Mal 2001/02 in der Vorrunde bei der 0:4-Niederlage gegen HJK Helsinki, als sie in der 55. Minute beim Stand von 0:3 für Jensa Sirdal eingewechselt wurde. Zu ihrem letzten Einsatz kam sie 2007/08 in der ersten Runde beim 1:1 gegen ADO Den Haag durch eine Einwechslung für Rannvá Biskopstø Andreasen in der Schlussminute.

## Nationalmannschaft
Zwischen 2005 und 2009 wurde Justesen in 13 Länderspielen für die Nationalmannschaft der Färöer eingesetzt. Ihr Debüt gab sie am 6. Juni 2005 gemeinsam mit Unn J. Kragesteen, Mary-Ann Zachariassen, Jacoba Langgaard und Halltóra Joensen bei der 1:2-Niederlage im Freundschaftsspiel gegen Irland in Dublin. Das letzte Spiel absolvierte sie am 16. April 2009 beim 3:1-Sieg im Freundschaftsspiel gegen Litauen in Križevci.

## Erfolge
- 7× Färöischer Meister: 1997, 2000, 2001, 2002, 2003, 2004, 2005
- 4× Färöischer Pokalsieger: 2000, 2002, 2003, 2004